# Alberto Melis

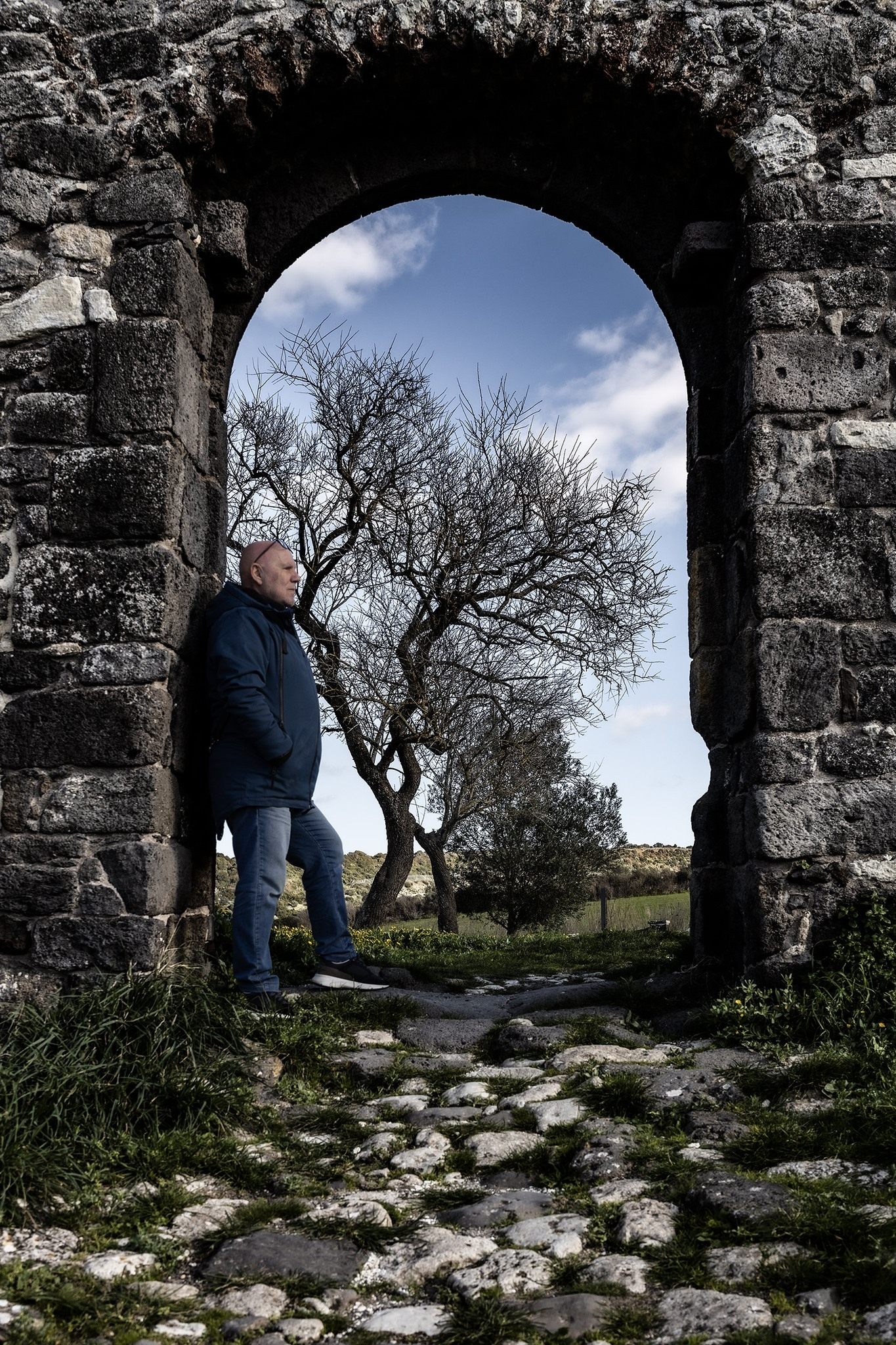
Alberto Maria Melis

Alberto Melis (Alberto Maria Melis) (Cagliari, 10 settembre 1957) è uno scrittore italiano, fotografo e appassionato cultore di fotografia.

## Biografia
Alberto Melis, già insegnante e giornalista pubblicista, ha collaborato con diverse testate, tra le quali il quotidiano L'Unione Sarda, per il quale ha pubblicato negli anni Novanta e Duemila oltre 500 articoli sulle pagine culturali, occupandosi in particolare di storia e cultura ebraica, di cultura e storia del popolo Rom e di letteratura per ragazzi. 
Nel 1995 pubblica il suo primo volume, La terza metà del cielo (Gia editrice, Cagliari), un saggio sulla storia e la cultura dei Rom.
Dal 1996, con il romanzo Gli occhi del barbagianni (Condaghes editore, Cagliari) comincia a pubblicare libri dedicati in modo specifico ai ragazzi, diversi dei quali, editi dalle maggiori case editrici italiane, vengono tradotti in Germania, Francia, Spagna, Portogallo, Grecia, Israele, Polonia, Belgio, Russia, Brasile, Corea del Sud e Cina. 
Vincitore di diversi premi, nel 2019 si è aggiudicato il Premio Andersen con il romanzo Ali Nere, ambientato nella Spagna della Guerra Civile, considerato il miglior romanzo italiano per ragazzi dai 9 ai 12 anni. Con lo stesso romanzo è tra i selezionati al Premio Strega Ragazze e Ragazzi 2019 nella categoria 11+.
Nel mese di ottobre 2020 Alberto Melis ha deciso di porre fine alla sua attività di scrittore per ragazzi e di dedicarsi in via prioritaria alla fotografia. 
Dal 2023 scrive sulla rivista fotografica ProgressivE - zine e gestisce un blog sul sito della Progressive street gang diretta da Batsceba hardy, una comunità internazionale di fotografi.
Nel 2024 ha pubblicato il volume fotografico Carrasecare e altri ritratti per i tipi della  Progressive Publishing House.
Da sempre impegnato nel sociale, Melis ha fatto parte in passato dell'Associazione Sarda contro l'emarginazione e della Fondazione Anna Ruggiu, impegnate nella difesa dei diritti dei Rom. Oggi collabora con diverse associazioni di volontariato.

## Opere
- 1995 – La terza metà del cielo (Gia)
- 1996 – Gli occhi del barbagianni (Condaghes)
- 1999 – Fiabe della Sardegna (Giunti)
- 2000 – Il segreto dello scrigno (Piemme)
- 2000 – Fiabe zingare (Condaghes)
- 2000 – Arleppino a Frugolafrù (Condaghes, in collaborazione con Antoni Arca)
- 2002 – L'amuleto magico (Piemme)
- 2002 – La mummia rubata (Piemme)
- 2002 – L'occhio di alabastro (Piemme)
- 2003 – Fiabe per tutto l'anno (De Agostini)
- 2002 – Non dire di me che ho fuggito il mare (Condaghes)
- 2003 – Maghi, Draghi e Cavalieri (De Agostini)
- 2004 – Fulmini e Lapponi (Edizioni Messaggero)
- 2004 – Le due facce di Gerusalemme (Piemme)
- 2005 – Il segreto nella scatola (Edizioni Messaggero)
- 2005 – Una bambina chiamata Africa (Piemme)
- 2006 – Fiabe del mare (De Agostini)
- 2006 – Alberi d'oro e d'argento (Mondadori)
- 2007 – Il principe Zero (Piemme)
- 2007 – L'ultimo Yeti (Piemme, serie Criptoanimali)
- 2007 – Il segreto di Loch Ness (Piemme, serie Criptoanimali)
- 2007 – Maghi, draghi e cavalieri (De agostini)
- 2008 – Bugie, leoni e draghi a due teste (Piemme)
- 2008 – La perla del drago (Piemme, serie Criptoanimali)
- 2009 – Il magico Unicorno (Piemme, serie Criptoanimali)
- 2009 – Giù le mani dal mio gatto (Piemme)
- 2010 – Il ricordo che non avevo (Mondadori)
- 2010 – Kamu dei Lupi (Piemme)
- 2012 – Da che parte stare - i bambini che diventarono Giovanni Falcone e Paolo Borsellino (Piemme, Battello a Vapore)
- 2015 – Fulmini & Lapponi (Piemme)
- 2016 – Storie sconclusionate (Elilaspiga, in collaborazione con Gianfranco Liori)
- 2017 – Storia del maestro che sfidò la guerra (Mondadori)
- 2018 – Ali Nere (Notes)
- 2021 - L'anima del faggio. Antiche fiabe del popolo rom e sinto (Upre Roma)
- 2022 - Fiabe rom (Condaghes)
- 2024 Carrasecare e altri ritratti ( Progressive Publishing House)